# Boris Rubaja
Boris Rubaja (Hurlingham, Buenos Aires; 7 de julio de 1956) es un actor de cine y televisión argentino.

## Biografía

### Nacimiento
El 7 de julio de 1955 nace Boris Rubaja, actor y director argentino, radicado en Israel desde el año 2002.

### Trayectoria
Actuó en televisión, teatro y cine argentinos entre 1980-2002, en teatro participó en obras, como El diluvio que viene y Vamos a contar mentiras, entre otras, participó en ciclo televisivos como Señoras y señoras, Atreverse, Alta comedia y teleteatros en categoría de galán de telenovelas como en Chiquititas, María, María y María, Amo y señor, Los 16 de Gabriela, El infiel, Micaela, Solo para parejas, Dulce Ana, Alta comedia, 90-60-90 Modelos, Verdad consecuencia, El Rafa, Gasoleros, Los médicos, ¡Grande, pa! y Los buscas, entre muchos otros.
En cine actuó en Camila, Un argentino en Nueva York, Sucedió en el internado, Obsesión de venganza, Volver, Tormenta de pasiones, Sin opción, La revelación y Apasionados (2002) .

### Radicación en Israel
Desde 2002 reside en Israel donde actúa y dirige teatro en español para la comunidad hispana residente en dicho país.

## Filmografía
| Año  | Título                     | Personaje   | Notas |
| ---- | -------------------------- | ----------- | ----- |
| 1982 | Volver                     | Gonzalo     |       |
| 1982 | Los pasajeros del jardín   | El holandés |       |
| 1984 | Camila                     | Ignacio     |       |
| 1985 | Sucedió en el internado    | Charlie     |       |
| 1987 | Obsesión de venganza       | Jeremías    |       |
| 1992 | Tormenta de pasiones       | Jorge       | Video |
| 1994 | Sin opción                 | Pablo       |       |
| 1996 | La revelación              | Álvaro      |       |
| 1997 | Socios y más               | Néstor      |       |
| 1998 | Un argentino en Nueva York | R. Salcedo  |       |
| 2002 | Apasionados                | Juez de Paz |       |

## Televisión
| Año       | Título                      | Personaje                 |
| --------- | --------------------------- | ------------------------- |
| 1980      | María, María y María        | Ricardo                   |
| 1981      | Teatro de humor             | Varios                    |
| 1981      | Los especiales de ATC       |                           |
| 1982      | Los siete pecados capitales |                           |
| 1982      | El mundo del espectáculo    |                           |
| 1982      | Rebelde y solitario         | Demetrio                  |
| 1982-1983 | Julián de madrugada         | Rosalío Montenegro        |
| 1984      | Amo y señor                 | Sebastián                 |
| 1984-1985 | Nazarena                    | Paulino "Pilato" Basualdo |
| 1985      | Los 16 de Gabriela          | Claudio Ballesteros       |
| 1986      | El infiel                   | Ignacio                   |
| 1986      | El vidente                  | Paulino Lombardo          |
| 1986-1987 | Mujer comprada              | Daniel                    |
| 1987      | Valeria                     | Julián                    |
| 1988      | Contracara                  | Andrés                    |
| 1988-1989 | De carne somos              | Gonzalo Vega Carreras     |
| 1990      | Romanzo                     | Lázaro                    |
| 1991      | ¡Grande, pa!                | Félix                     |
| 1991      | Atreverse                   | Varios                    |
| 1992      | Teatro como en el teatro    |                           |
| 1992      | Amores                      | Jaime                     |
| 1992-1993 | Micaela                     | Franco González           |
| 1994      | Alta comedia                | Varios                    |
| 1994      | Sólo para parejas           | Enrique                   |
| 1995      | Dulce Ana                   | Víctor Matienzo           |
| 1996-1997 | 90-60-90 Modelos            | Ernesto                   |
| 1998      | Señoras sin señores         | José Suárez               |
| 1999      | Gasoleros                   | Rafael                    |
| 1999      | Chiquititas                 | Ignacio                   |